# Vontobel
Vontobel ist ein 1924 gegründetes, weltweit tätiges Investmenthaus mit Sitz in Zürich, Schweiz und auf   Vermögensverwaltung für Privatkunden und institutionelle Anleger spezialisiert. Im Juni 2019 betreute Vontobel über CHF 272 Milliarden an Kundenvermögen. An seinen 26 Standorten weltweit sind rund 2214 Mitarbeiter tätig.
Vontobel ist ein Familienunternehmen; die Familien Vontobel und die gemeinnützige Vontobel-Stiftung besitzen die Aktien- und Stimmenmehrheit. Gleichzeitig sind die Namensaktien der Vontobel Holding AG an der Schweizer Börse notiert.

## Struktur

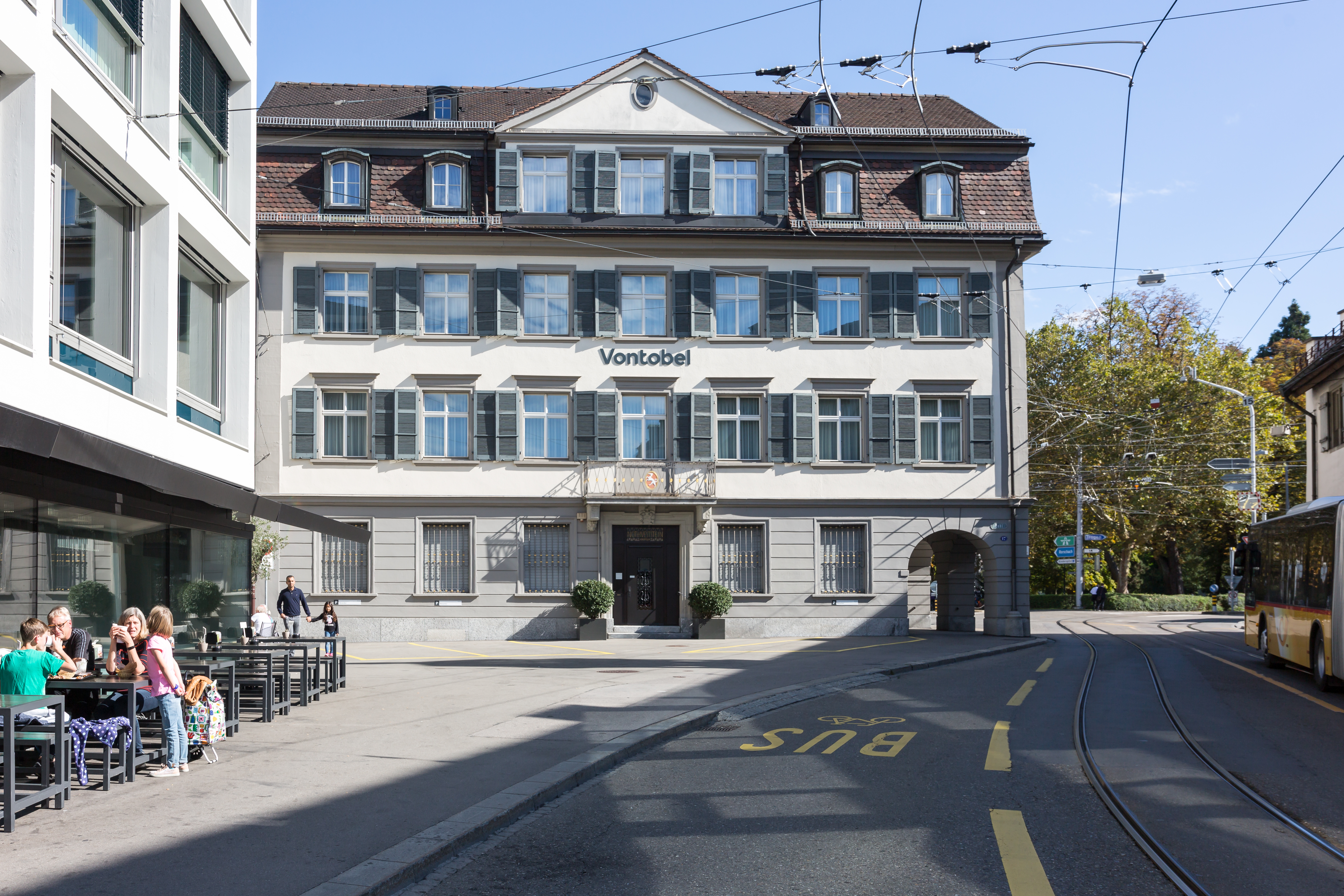
Niederlassung St. Gallen am Marktplatz

Vontobel ist in drei Einheiten gegliedert: Wealth Management, Asset Management und Digital Investing.

## Geschichte
Friedrich Emil Haeberli gründete 1924 die Börsenagentur Haeberli & Cie. Nach Haeberlis Tod übernahm Jakob Vontobel (1885–1976) 1936 die Börsenagentur und gründet die Bank J. Vontobel & Co. Der Sohn von Jakob Vontobel, Hans Vontobel (1916–2016), trat 1943 in die Bank ein und wurde 1951 Teilhaber mit unbeschränkter Haftung. 1972 trat der Enkel von Jakob Vontobel, Hans-Dieter Vontobel (* 1944), in die Bank ein und wurde 1977 Teilhaber mit unbeschränkter Haftung.
Die Bank J. Vontobel & Co wurde 1984 in eine Aktiengesellschaft umgewandelt und die Unternehmen der Gruppe werden in der Vontobel Holding AG zusammengefasst. 1986 wurden die Inhaberaktien der Vontobel Holding AG an der Zürcher Börse kotiert, Die Einheits-Namenaktie wurde 2001 geschaffen. Im Jahre 1988 wurde die Vontobel USA Inc. in New York neugegründet.
Aus der Bank J. Vontobel & Co AG wurde 2000 die Bank Vontobel AG. Das Internet-Banking-Projekt „y-o-u Bank“ wurde 2001, noch vor der Fertigstellung, mit einem Verlust von 55 Millionen Franken eingestellt.
Raiffeisen erwarb 2004 eine Beteiligung von 12,5 Prozent an der Vontobel Holding AG. Die Familie Vontobel und die gemeinnützige Vontobel-Stiftung behielten die Mehrheit des Aktienkapitals. In London wurde 2007 eine Niederlassung für das Provisions-Geschäft eröffnet. Das Unternehmen bietet Verbriefungsformen für Rohstoffe an und soll im Verbund mit den Partnern einen kostengünstigen Handel ermöglichen.
Die Vontobel Holding AG gründete 2008 eine 100-prozentige Tochtergesellschaft im Dubai International Financial Centre (DIFC). Der Betrieb wurde Ende März aufgenommen. Vontobel hält 51 % an der neuen Gesellschaft, während das Management mit 49 % beteiligt ist.
Im Mai 2009 nahm die Bank Vontobel Europe AG mit Sitz in München als 100-prozentige Tochter der Schweizer Vontobel-Gruppe mit einer Vollbanklizenz das operative Geschäft in Deutschland auf. Im Juli erwarb die Schweizer Vontobel-Gruppe die Commerzbank (Schweiz) AG mit Sitz in Zürich, einer Niederlassung in Genf sowie einer Tochtergesellschaft in Wien zu 100 %. Die Commerzbank (Schweiz) AG wurde komplett in die Vontobel-Gruppe integriert. Mit dieser Integration stiegen die betreuten Kundenvermögen im Private Banking der Vontobel-Gruppe um 20 %. 2015 wurde die Bank Finter in Zürich übernommen.
Im Mai 2018 verkaufte Raiffeisen Schweiz für 700 Millionen Franken die Notenstein La Roche Privatbank an Vontobel.

## Sonstiges
Über ein Konto bei Vontobel wickelte der Unternehmer Uli Hoeneß Devisen-Geschäfte ab, für die er in Deutschland wegen Steuerhinterziehung in erster Instanz zu einer Freiheitsstrafe von dreieinhalb Jahren verurteilt wurde.
Nach einer Schiedsgerichtsklage gegen Vontobel im November 2012 kündigte Raiffeisen Schweiz auf Mitte 2017 den seit 2004 bestehenden Kooperationsvertrag mit Vontobel.
Die Vontobel Stiftung gibt eine kostenlose allgemein zugängliche Schriftenreihe heraus, in der bekannte Autoren (unter anderem Herfried Münkler, Michael Stolleis, Dirk Schümer) Beiträge zu politischen, sozialen, wirtschaftlichen und kulturellen Diskussionen veröffentlichen.